# Pediasia mexicana
Pediasia mexicana là một loài bướm đêm trong họ Crambidae.